# Radler

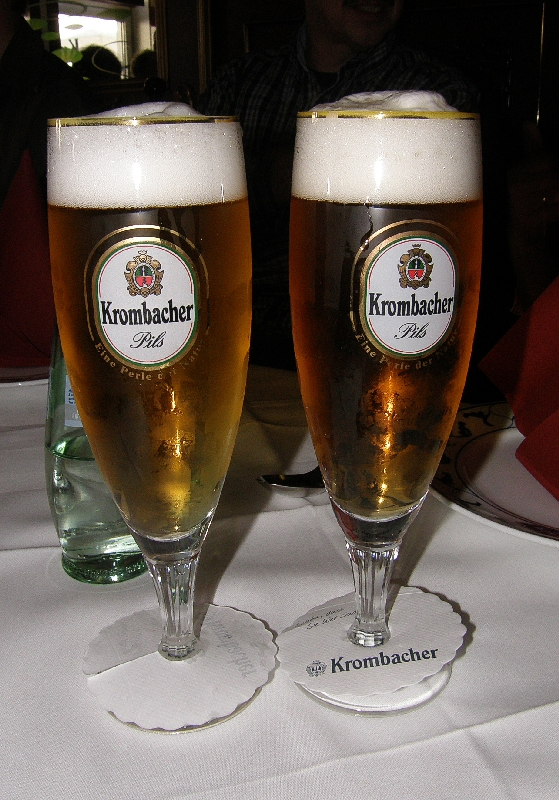
Links: gezapftes Radler (Umgedrehtes Pilsdeckchen), rechts: Bier ohne Limonade

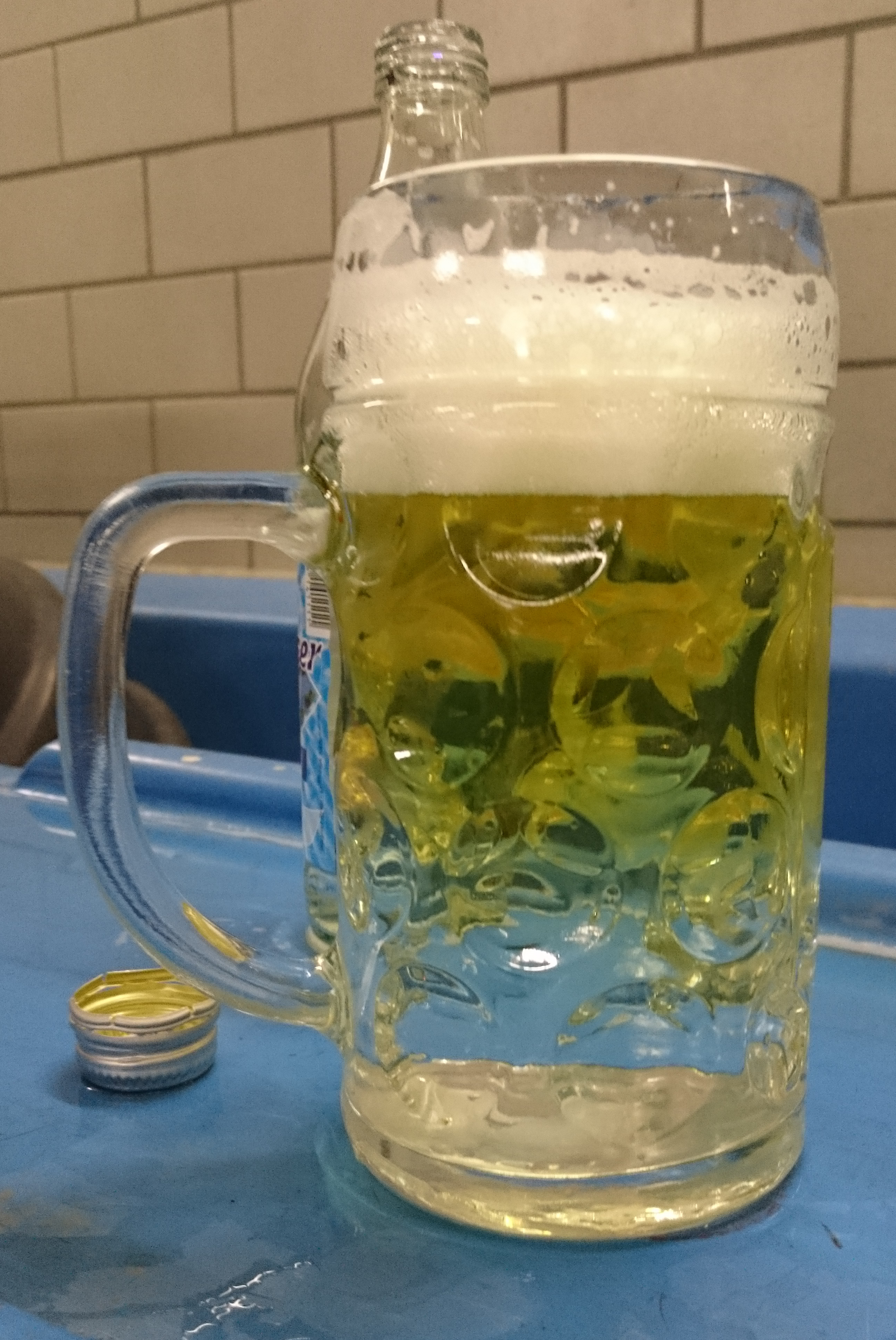
Radler

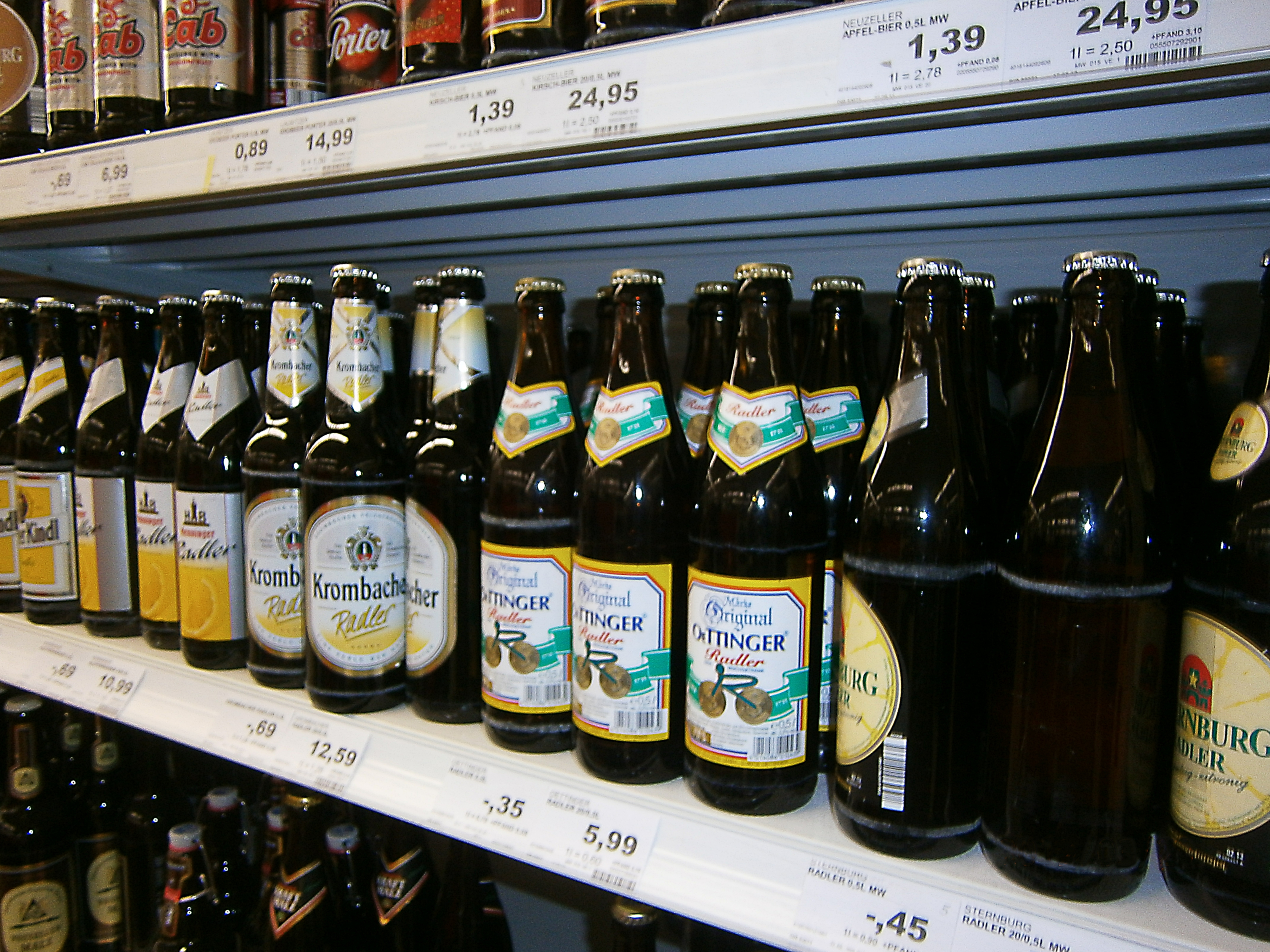
Radler von Berliner Kindl, Henninger, Krombacher, Oettinger, Sternburg

Das Radler (in Österreich der Radler) ist ein Biermischgetränk, das heute aus Hellem und Limonade besteht.
Weitere Bezeichnungen sind in Nordwestdeutschland Alster(wasser) und in der Schweiz Panaché, oft verkürzt auf Panasch. Radler wird oft auch als Naturradler vermarktet.
In Deutschland darf Radler nach der Änderung des Biersteuergesetzes 1993 fertig gemischt in Flaschen oder Getränkedosen verkauft werden, wobei für den Limonadenanteil ebenfalls Biersteuer anfällt.
Zu anderen Mischgetränken mit Bier siehe Biermischgetränk.

## Varianten
- Historisch wurde Radler mit dem damals in Bayern üblichen dunklen Bier hergestellt. Das heutige „Radler“ mit hellem Bier bezeichnete man als Schwob[1].
- In Österreich ist die Herstellung von Radler mit Orangen-Limonade weit verbreitet.
- In Österreich bezeichnet man die Mischung aus Bier und Kräuterlimonade (Almdudler) im Schankbetrieb auch als Almradler.
- In Österreich (und angrenzenden Regionen in Deutschland) sowie auch in Teilen Oberbayerns wird neben dem klassischen („süßen“, mit Limonade) auch ein „saurer“ Radler mit Mineralwasser angeboten.[2]
- Der Begriff Sauschneider existiert zuweilen sowohl für ein mit Himbeerkracherl als auch für ein mit Met gemischtes Bier.
- In Norddeutschland wird Pils verwendet und die Mischung heißt meist Alsterwasser, kurz Alster, benannt nach der vorgeblichen Farbe des gleichnamigen Hamburger Gewässers. Die Verwendung des Begriffs Alster ist außerhalb Norddeutschlands nicht einheitlich. Oftmals werden die Begriffe Alster und Radler synonym benutzt, teilweise versteht man unter Alster Bier mit Zitronenlimonade und unter Radler Bier mit Orangenlimonade,[3] teilweise andersherum.[4]
- In den Niederlanden wird Pils verwendet und das Gemisch als Sneeuwwitje (deutsch ‚Schneewittchen‘) bezeichnet.
- In einigen Regionen des Münsterlandes wird Bier mit Orangenlimonade gemischt und als Wurstwasser bezeichnet, wahrscheinlich weil es der Farbe des Bockwurstkochwassers nahekommt.
- Im Saarland wird Bière-Picon getrunken. Das Picon-Bière, bei dem Picon in einem Bierglas mit mildem Bier aufgefüllt wird, sodass die Schaumkrone leicht bräunlich wird. Das Getränk kann mit einem Schuss Zitronensaft oder -sirup ergänzt werden. Picon-Bière hat 16 % Vol., Picon à l’Orange 18 % Vol., Picon Amer 21 % Vol. Alkoholgehalt.
- In Frankreich und der frankophonen Schweiz wird ein Biergemisch mit Grenadine (Granatapfelsirup) als Bière au Grenadine bezeichnet; in der deutschsprachigen Schweiz gibt es dafür die Bezeichnung Wisa Gloria.[5]

Der Begriff Radler wird inzwischen auch für Biermischgetränke im nichtdeutschsprachigen europäischen Ausland verwendet. Der Konzern Heineken benutzt dabei weltweit denselben Marken-Schriftzug für die Bezeichnung Radler. In Namibia bringt Namibia Breweries seit Oktober 2018 unter dem Markennamen Tafel ein Radler heraus.

## Geschichte
Unter der Bezeichnung „Shandy“ wurden bereits im 19. Jahrhundert Biermischgetränke an britische Truppen ausgeschenkt. Möglicherweise wurde das Radler unter dieser Bezeichnung Ende des 19. Jahrhunderts in einem der zumeist sozialdemokratisch geprägten Fahrradklubs erfunden. Die bayerische Schriftstellerin Lena Christ erwähnt in ihrem Buch Erinnerungen einer Überflüssigen aus dem Jahr 1912 den Ausschank von „Radlermaßen“. Da die beschriebene Geschichte auf das Jahr 1900 zurückgeht, sollte es Radler zu dieser Zeit bereits gegeben haben. Die „Radlermaß“ wurde auch schon 1898 in einer Beilage zu den Münchner Neuesten Nachrichten erwähnt.
Einer weit verbreiteten Geschichte nach soll Franz Xaver Kugler das Radler um 1922 erfunden haben, als ihm in der Kugler Alm – einer überwiegend von Ausflüglern und Fahrradfahrern besuchten Ausflugsgaststätte in Oberhaching im Süden von München – aufgrund des hohen Besucherandrangs das Bier auszugehen drohte.